# 平方元基
平方 元基（ひらかた げんき、1985年12月1日 - ）は、日本の俳優。ホリプロ所属。福岡県出身。

## 略歴・人物
- 身長184cm　B）91cm　W）70cm　H）90cm　S）27.5cm[2]
- 趣味・特技: 料理、温泉、お酒、旅行[2]
- 故郷の福岡でバイト暮らしをしていた時に、知り合いを通じて現ホリプロの社長と会ったことが芸能界デビューのきっかけとなり上京した[3][4]。
- 子供の頃の夢はパイロット。しかし母親に「元くんはすぐお腹が痛くなるから、500人の命を乗せて空を飛ぶのは責任が重すぎて無理よ」と言われ、諦めることとなった[3][4]。
- 2008年放送の『スクラップ・ティーチャー〜教師再生〜』の理科教師役でドラマデビュー[5]。その後も『神の雫』『魔女裁判』『東京リトル・ラブ』などに出演。
- 2010年4月より放送の『戦国鍋TV 〜なんとなく歴史が学べる映像〜』では、SHICHIHON槍の加藤清正役やホトきんトリオの織田信長役などを演じた[6]。
- 2011年、25歳の時に『ロミオ&ジュリエット』のティボルト役でミュージカルデビュー[3]。
- 2021年、ミュージカルデビュー10周年を迎え『メリリー・ウィー・ロール・アロング』の主役フランク役にてミュージカル初主演を務める[3][4]。
- 2021年11月17日にミュージカルデビュー10周年を記念したアルバム『PROOF』がホリプロからリリースされた。本人が出演してきた作品の名曲、豪華なゲスト（本役）を迎えたデュエット曲を収録[7][8]。
- 2022年5月、舞台『THE 39 STEPS ザ・サーティーナイン・ステップス』にて単独初主演を務める[9][10]。5月2日、同舞台の1幕終了後に体調不良を訴え、2幕への出演を見合わせ。3日に医療機関で「適応障害」と診断された。4日、当面治療を優先して休養することを発表[11]。『THE 39 STEPS』は公演中止、20日の『My Story, My Song 〜and YOU〜』（シアタークリエ）へのゲスト出演は見合わせ、26日のミュージカルデビュー１０周年記念ライブ「PROOF」は中止となった[11]。
- 2022年10月7日、活動再開を報告[12]。
- 東京・TBS赤坂ACTシアターで上演されている舞台『ハリー・ポッターと呪いの子』に新ハリー・ポッター役として出演が決まり[13]、2024年7月8日に3年目キャストとして初日を迎えた[14]。同公演は2025年6月まで公演延長が決定した[15]。

## 出演

### 舞台
- ヘルプマン! （2010年9月、脚本・演出：なるせゆうせい、吉祥寺シアター）- 恩田百太郎 役
- 新春・戦国鍋祭〜あんまり近づきすぎると斬られちゃうよ〜（2011年1月10日・11日・13日、サンシャイン劇場）- SHICHIHON槍 加藤清正（かとくん） 役
- ロミオ&ジュリエット（2011年9月 - 10月、赤坂ACTシアター / 梅田芸術劇場） - ティボルト 役[注 1]
- 大江戸鍋祭〜あんまり近づき過ぎると討たれちゃうよ〜（2011年12月 - 2012年1月、明治座 / 梅田芸術劇場）- 町医者 役
- ミュージカル『エリザベート』（2012年5月 - 9月、帝国劇場 / 博多座 / 中日劇場 / 梅田芸術劇場）- ルドルフ 役[注 2]
- ミュージカル『シラノ』（2013年1月、日生劇場）- クリスチャン 役[注 3]
- ミュージカル『マイ・フェア・レディ』（2013年5月 - 6月、日生劇場 / 金沢歌劇座 / 愛知県芸術劇場 / オリックス劇場）- フレディ 役
- ミュージカル『ロミオ&ジュリエット』（2013年9月 - 10月、東急シアターオーブ / 梅田芸術劇場メインホール） - ベンヴォーリオ 役[注 4]
- 交響劇「船に乗れ!」（2013年12月、東急シアターオーブ）- 伊藤慧 役
- 『ザ・ビューティフル・ゲーム（英語版）』（2014年1月、新国立劇場 小劇場） - デル 役
- ミュージカル『レディ・ベス』（2014年4月 - 5月、帝国劇場 / 他） - フェリペ 役[注 5]
- ミュージカル『アリス・イン・ワンダーランド』（2014年11月 - 12月、青山劇場） - ウサギ 役
- 『聖☆明治座・るの祭典』（2014年12月、明治座） - 菅原道真 役（ダブルキャスト）
- ミュージカル『サンセット大通り』（2015年7月、赤坂ACTシアター / 愛知県芸術劇場 / シアターBRAVA!） - ジョー・ギリス 役[注 6]
- ミュージカル『ダンス・オブ・ヴァンパイア』（2015年11月 - 2016年1月、帝国劇場 / 梅田芸術劇場 / 愛知県芸術劇場） - アルフレート 役[注 7]
- オリジナル・ミュージカル『THE CIRCUS!』エピソード0（2016年5月 - 6月、よみうり大手町ホール / 青少年文化センター アートピアホール / サンケイホールブリーゼ） - フランク・アレン 役
- ミュージカル『王家の紋章』（2016年8月、帝国劇場） - イズミル王子 役[注 8]
- ブロードウェイミュージカル『スウィート・チャリティ』（2016年9月 - 10月、天王洲 銀河劇場） - ヴィットリオ・ヴィダル 役[16]
- ミュージカル『スカーレット・ピンパーネル』（2016年10 - 11月、TBS赤坂ACTシアター / 梅田芸術劇場 / 東京国際フォーラムホールC） - ロベスピエール 役[注 9]
- ミュージカル『王家の紋章』（2017年4月 - 5月、帝国劇場 / 梅田芸術劇場メインホール） - イズミル王子 役[注 8]
- ミュージカル『キス・ミー・ケイト』（2017年7月 - 8月、東京芸術劇場プレイハウス / 兵庫県立芸術文化センター阪急中ホール / 他） - ビル 役
- オリジナル・ミュージカル『THE CIRCUS!』エピソード1（2017年9月 - 10月、よみうり大手町ホール / サンケイホールブリーゼ / 他） - フランク・アレン 役（映像出演）
- ミュージカル『レディ・ベス』（2017年10月 - 12月、帝国劇場 / 梅田芸術劇場メインホール） - フェリペ 役[注 5]
- シアタークリエ10周年記念公演『TENTH（テンス）』 第1部 10周年記念ダイジェスト公演『この森で、天使はバスを降りた』（2018年1月、シアタークリエ） - ジョー 役
- ミュージカル『舞妓はレディ』舞台版（2018年3月、博多座） - 京野法嗣 役
- オリジナル・ミュージカル『THE CIRCUS!』エピソード2（2018年6月 - 7月、よみうり大手町ホール / サンケイホールブリーゼ / 他） - フランク・アレン 役（映像出演）
- 銀河鉄道999 40周年記念作品 舞台『銀河鉄道999』～GALAXY OPERA～（2018年6月 - 7月、明治座 / 北九州芸術劇場大ホール / 梅田芸術劇場 シアター・ドラマシティ） - キャプテンハーロック 役
- ミュージカル『マイ・フェア・レディ』（2018年9月 - 11月、東急シアターオーブ / 梅田芸術劇場メインホール / 他） - フレディ 役
- ミュージカル『サムシング・ロッテン!』（2018年12月 - 2019年1月、東京国際フォーラム ホールC / オリックス劇場） - ナイジェル 役
- ミュージカル『キューティ・ブロンド』（2019年2月 - 3月、シアタークリエ / 梅田芸術劇場 シアター・ドラマシティ / 他） - エメット 役
- 銀河鉄道999 劇場版公開40周年記念作品 舞台『銀河鉄道999』さよならメーテル～僕の永遠（2019年4月 - 5月、明治座 / 梅田芸術劇場メインホール） - キャプテンハーロック 役
- 舞台『銀河鉄道999』～ライブ イン北九州2019～（2019年5月2日、北九州芸術劇場 大ホール）
- ミュージカル『エリザベート』（2019年6月 - 8月、帝国劇場） - フランツ・ヨーゼフ 役[注 10]
- ミュージカル『ストーリー・オブ・マイ・ライフ』（2019年10月、よみうり大手町ホール / 新歌舞伎座 / 水戸芸術館ACM劇場 / 御園座） - トーマス ／ アルヴィン 役[注 11]
- 『ラヴ・レターズ 2019 Autumn Special』（2019年11月1日、新国立劇場 小劇場） - アンディー 役
- ミュージカル『サンセット大通り』（2020年3月、東京国際フォーラム ホールC） - ジョー・ギリス 役[注 12][注 13]
- SHOW-ism IX『マトリョーシカ』（2020年7月 - 8月、シアタークリエ / メルパルク大阪）[注 14]
- ON STAGE & STREAMING『SHOW-ISMS』（2020年7月 - 8月、シアタークリエ） - ヌーボ ／ 谷森先生 役（二役）
- ミュージカル『ローマの休日』（2020年10月、帝国劇場） -  ジョー・ブラッドレー 役[注 15]
- ミュージカル『IF/THEN』（2021年1月 - 2月、シアタークリエ / 日本特殊陶業市民会館 ビレッジホール / 梅田芸術劇場 シアター・ドラマシティ） - ルーカス 役[注 16]
- ブロードウェイミュージカル『メリリー・ウィー・ロール・アロング』（2021年5月 - 6月、新国立劇場 中劇場 / 愛知県芸術劇場大ホール / 梅田芸術劇場メインホール） - フランク 役[注 17][注 18]
- ミュージカル『王家の紋章』（2021年8月 - 9月、帝国劇場 / 博多座） - イズミル王子 役[注 19]
- ミュージカル『マドモアゼル・モーツァルト』（2021年10月、東京建物 Brillia HALL） - サリエリ 役
- ミュージカル『ストーリー・オブ・マイ・ライフ』（2021年12月、よみうり大手町ホール） - トーマス 役
- 舞台『THE 39 STEPS ザ・サーティーナイン・ステップス』（2022年5月、シアタークリエ） - リチャード・ハネイ 役
- ミュージカル『生きる』（2023年9月、新国立劇場 中劇場 / 梅田芸術劇場メインホール） - 小説家 役[注 1][17]
- 舞台『ハリー・ポッターと呪いの子』（2024年7月8日 - 2025年6月26日、TBS赤坂ACTシアター） - 主演・ハリー・ポッター 役[注 20][18]
- ミュージカル『SPY×FAMILY』2025年公演（2025年9月、ウェスタ川越 / 10月、日生劇場 / 11月、梅田芸術劇場 メインホール / 11月、博多座 / 12月、やまぎん県民ホール / 12月、静岡市清水文化会館 / 12月、御園座） - 主演・ ロイド・フォージャー 役[注 21][19]

### ワンマンコンサート・ライブ
- ミュージカルデビュー5周年記念コンサート『平方元基 Music is Dandy』（2016年11月16日、渋谷区文化総合センター大和田さくらホール）
- 『平方元基 プレミアム・コンサート2017～Wonderful Memories～』（2017年12月21日、めぐろパーシモンホール 大ホール）
- 『平方元基 プレミアム・コンサート2019～The Best Triangle Ever～』（2019年12月20日、めぐろパーシモンホール 大ホール）
- 『平方元基 ミュージカルデビュー10周年記念ライブPROOF』（2022年5月26日、東京国際フォーラム ホールC）
- 『GENKI HIRAKATA Billboard Live 2024～YOKOHAMA～』（2024年4月15日 - 16日、ビルボードライブ横浜）
- 『GENKI HIRAKATA Billboard Live 2024～OSAKA～』（2024年4月26日、ビルボードライブ大阪）

### コンサート・イベント出演
- 戦国鍋TVまさかの1周年記念調子に乗ってCDまで出しちゃいますライブ（2011年5月11日、関内ホール） - SHICHIHON槍 加藤清正 役
- 梅田芸術劇場10周年記念ミュージカルコンサート『Golden Songs』（2015年2月 - 3月、東京国際フォーラム ホールC・梅田芸術劇場メインホール）
- 『ミュージカル・ミーツ・シンフォニー 2015』（2015年5月、東京芸術劇場 コンサートホール）
- 『いまも輝く昭和のスタンダード・ソングス』（2015年10月11日、文京シビックホール 大ホール）
- 岡田浩暉25周年記念ミュージカルライブ『KOHKI OKADA presents I Love Musical』（2016年2月、東京グローブ座）
- 『SHOW ル・リアン』（2016年3月 - 4月、天王洲 銀河劇場・サンケイホールブリーゼ）
- LINE LIVE『この曲歌って♡イケメンパーティ』（2016年6月）
- 『ブロードウェイ・ミュージカルライブ concept version vol.1 トニー賞vsアカデミー賞』（2016年6月14日 - 15日、EXシアター六本木）
- 『LINE＠BUTAKOMEファンクラブイベント 伊礼彼方×平方元基』（2016年12月18日、東急シアターオーブ）
- 『石井一孝 Christmas concert 2016』（2016年12月23日、浜離宮朝日ホール 小ホール） - ゲスト出演
- 『伊礼彼方の部屋 ～時空を越えた！トークイベント～』（2017年5月、梅田芸術劇場メインホール） - ゲスト出演
- 『浦井健治のDressing Room Live at streaming＋』（2020年6月） - ゲスト出演
- トーク・ライブ『precious moment』（2020年7月、赤坂ACTシアター） - 司会
- LE VELVETS 日野真一郎ソロコンサート【配信】『NUMBER SHOT！（なんばしよっと！）』（2020年8月19日） - ゲスト出演
- コンサート『THE MUSICAL BOX〜Welcome to my home〜』（2020年8月29日 - 30日、日生劇場）
- 『My Story -素敵な仲間たち-』（2020年9月17日、帝国劇場） - ゲスト出演
- 【配信】トークイベント『井上芳雄 The Amazing 3』（2020年10月5日） - ゲスト出演
- 『ホリプロミュージカル・コンサート』（2020年12月13日、新国立劇場 中劇場）
- the Wonder『MIYA COLLECTION』（2021年2月、日本青年館ホール・梅田芸術劇場メインホール） - ゲスト出演
- 『浦井健治 20th Anniversary Live』（2021年4月20日、東京国際フォーラム ホールA） - ゲスト出演
- 『My Story, My Song ～and YOU～』（2022年5月20日、シアタークリエ） - ゲスト出演
- Thanks Musical Concert 『A Gift For You』（2022年12月27日 - 28日、日生劇場）
- 『古川雄大 The Greatest Concert vol.2 -A Musical Journey-』（2023年2月18日、日本青年館ホール） - ゲスト出演
- 『柿澤勇人デビュー15周年記念LIVE “First And Last”』（2023年5月30日、LINE CUBE SHIBUYA） - ゲスト出演
- 明日海りお 20th Anniversary Rio Asumi sings dramas『ヴォイス・イン・ブルー』（2023年9月17日、東京国際フォーラム ホールC）- ゲスト出演
- 『Yuichiro & Friends-Singing! Talking! Not Dancing!-』（2024年1月 - 2月、シアタークリエ・梅田芸術劇場シアター ドラマシティ） - ゲスト出演

### テレビドラマ
- スクラップ・ティーチャー〜教師再生〜（2008年10月 - 12月、日本テレビ） - 柄谷信人 役
- 神の雫（2009年1月 - 3月、日本テレビ） - 木戸竜介 役
- RESET 第13話（2009年4月、日本テレビ） - 佐伯岳人 役
- 魔女裁判（2009年5月 - 7月、フジテレビ） - 相馬卓 役
- 猿ロック（2009年8月、読売テレビ） - 高瀬 役
- 恋のから騒ぎドラマスペシャルEpisode VI 『教祖と呼ばれた女』（2009年9月、日本テレビ）
- トリハダ〜夜ふかしのあなたにゾクッとする話を 第6弾 第六話『無欲で得た悲劇の主人公の座』（2009年10月7日、フジテレビ） - 主役
- 東京リトル・ラブ ファースト・サードシーズン（2010年4月 - 6月・8月 - 9月、フジテレビ） - 川口公史 役
- 祝女〜shukujo〜 サマースペシャル（2010年8月21日、NHK総合）- 青年・三太 役

### バラエティ・その他
- 戦国鍋TV 〜なんとなく歴史が学べる映像〜（2010年4月 - 2011年9月・2012年4月 - 9月、独立U局）
  - SHICHIHON槍 - 加藤清正 役
  - 家康徳川の統べりたい話・徳川十五代将軍 - 徳川綱吉 役
  - ホトきんトリオ - 織田信長 役
- 歴史秘話ヒストリア『美しき武将　戦国アニキの秘密』（2012年5月16日、NHK） - 長宗我部信親 役
- 歴史秘話ヒストリア『源の義経 vs. 平家のプリンスたち〜最終決戦！壇の浦への道〜』（2012年12月5日、NHK） - 平知盛 役
- 『痛快TV スカッとジャパン』（2015年2月23日・5月11日、フジテレビ）
- テレビ朝日『笑×演』（2017年5月10日、テレビ朝日）
- wowow 福田雄一×井上芳雄『グリーン&ブラックス』 #5 - #12・#16・#31・#34 - #36・#49・#50（2017年4月 - 、WOWOW）
- プリンスロードVOL.2 〜2019 - 2020 ミュージカル大辞典〜（2019年8月25日、CSテレビ朝日チャンネル）
- プリンスロードVOL.9～「ロミオ＆ジュリエット」「マタ・ハリ」「メリリー・ウィー・ロール・アロング」夏の大作ミュージカルSP～（2021年5月23日、CSテレビ朝日チャンネル）
- 『ヨーロッパ街角中継 4Kで旅する 音楽と祈りのクリスマス』（2022年12月17日、NHKBSプレミアム／NHKBS4K）
- 『生中継！第76回トニー賞授賞式』（2023年6月12日 、WOWOW）

### 映画
- もうしません!（2015年10月10日公開） - 東誠一郎 役

### ラジオ
- 平方元基　はじめさせていただきます。（2018年10月2日 - 2019年3月26日、文化放送）

### 声の出演
- サンリオピューロランド・メルヘンシアター ミュージカル『不思議の国のハローキティ』 - ハートのジャック 役

### ミュージックビデオ
- RAM WIRE「花水木」 watch on YouTube

## CD・DVD

### CD
- Album CD 『G Voice』（2013年9月3日、TimeArt Entertainment）
- 平方元基ミュージカル・デビュー10周年アルバム『PROOF』（2021年11月17日、ホリプロ）

### DVD
- Live DVD 『G Voiceライブ＆トーク2013』（2014年6月7日、TimeArt Entertainment）

### 公演CD
- ミュージカル『ロミオ＆ジュリエット』ハイライト・ライブ録音盤/城田優ver.(2012年3月15日）
- 『レディ・ベス』ハイライト・ライヴ録音盤CD（2014年7月19日）

### 公演DVD
- 『王家の紋章』2017年版キャストDVD Hapi(ナイルの神)バージョン（2017年10月31日）
- 『レディ・ベス』2017年版キャストDVD　Flower version（2018年5月30日）
- 銀河鉄道999 40周年記念作品 舞台『銀河鉄道999』〜GALAXY OPERA〜（2018年12月19日）
- 銀河鉄道999 劇場版公開40周年記念作品 舞台『銀河鉄道999』さよならメーテル〜僕の永遠（2019年09月27日 ）

### その他CD
- ホリプロ60周年オールスターミュージカルCD（2枚組）スタジオ録音盤（2021年3月31日）

## 書籍

### 写真集
- 平方元基写真集『N.Y』（2015年2月13日、ホリプロ）
- 平方元基写真集『Off the Day』（2017年6月9日、ホリプロ）

### フォトブック
- 平方元基フォトブック『SEASONS』（2020年2月1日、ホリプロ）

### その他書籍
- 『レディ・ベス』とクンツェ＆リーヴァイの世界（2014年05月08日、STAGE SQUARE特別編集HINODE MOOK50）
- 単行本『Actor’s Mind 気鋭のミュージカル俳優たち』（2016年8月、徳間書店（トリックスター編集部））
- 書籍『これさえあれば。』（2017年4月、宮澤佐江 著／ぴあ）
- anan特別編集 ミュージカル エリザベート Anniversary Book 2000-2022（2022年11月1日、MAGAZINE HOUSE MOOK）